# Horus montanus
Horus montanus är en spindeldjursart som beskrevs av Beier 1955. Horus montanus ingår i släktet Horus och familjen Olpiidae. Inga underarter finns listade i Catalogue of Life.